# Melonpan
Il melonpan (メロンパン?, meronpan, "Pane-melone"), anche conosciuto come melon pan, è un tipico prodotto dolciario da forno giapponese.
Fu ideato negli anni 1910 da Hovhannes Ghevenian, un cuoco armeno che lavorava come pasticciere presso l'Imperial Hotel a Chiyoda (Tokyo).
Il melonpan è molto popolare in Giappone ed è conosciuto anche nel resto dell'Estremo Oriente.

## Caratteristiche
I melonpan sono panini dolci costituiti da impasto del pane ricoperto da un sottile strato di biscotto: una volta cotto, il melonpan risulta morbido all'interno, ma croccante in superficie.
Anche se esistono numerose varianti e gusti, incluso quello al melone, di base il melonpan non è aromatizzato né farcito. La parola "melon" nel nome non fa riferimento al sapore del pane, ed esistono almeno tre teorie sul suo significato: potrebbe derivare dalla texture ruvida sulla superficie come quella di un melone, o da una corruzione del termine meringue pan (メレンゲパン?, merengepan, "pane con le meringhe") per via della presenza di albumi montati a neve nell'impasto del biscotto, o infine perché per realizzarne uno si prepara un panetto a forma di melone che poi viene ricoperto e cotto in forno.
In alcune parti del Kinki, del Chūgoku e dello Shikoku, una variante a linee radiali è chiamata sunrise (サンライズ?, sanraizu), e molti residenti di queste regioni chiamano spesso anche il melonpan tradizionale con lo stesso appellativo.
Il melonpan è molto simile al pineapple bun di Hong Kong; anche in questo caso il nome non fa riferimento al gusto del pane, ma all'aspetto. La versione giapponese è più leggera, sia da un punto di vista di peso che di gusto, un po' più asciutto, e ha un più solido strato esterno (crosta fatta di biscotto) che resiste allo sfaldamento, mentre la controparte di Hong Kong è più umida e morbida, più ricca di burro che gli conferisce un peculiare profumo, e con una crosta che tende a sfaldarsi molto facilmente.